# NGC 4553
NGC 4553 (również PGC 42018) – galaktyka spiralna z poprzeczką (SB0-a), znajdująca się w gwiazdozbiorze Centaura. Odkrył ją John Herschel 22 kwietnia 1835 roku.